# MUSIClock
- InterFM897 > MUSIClock
- ソニー・ミュージックレーベルズ > THE FIRST TAKE > MUSICLock

『MUSIClock』（ミュージックロック）は、interfmで放送されていたラジオ番組である。
2021年4月の番組開始時は『MUSIClock』というタイトルであったが、のちにスポンサー名を取り入れた『MUSIClock with THE FIRST TIMES』（ミュージックロック・ウィズ・ザ・ファースト・タイムズ）に改名された。
2024年9月に『MUSIClock with THE FIRST TIMES』が終了した後、同年11月に『MUSIClock+』（ミュージックロックプラス）として週4回放送から週1回放送に縮小されて番組が再開されたが、2025年6月に終了した。

## 概要
2020年9月にInterFM897がジャパンエフエムネットワーク（以降、JFNCと呼ぶ）の子会社となったことを機に、2021年1月の改編で『THE GUY PERRYMAN SHOW』が縮小され、7:30からはJFNC制作の『OH! HAPPY MORNING』が放送されてきた。しかし、同年4月の改編で月曜から木曜までの放送が縮小されることとなり、新たに放送開始となったもの。通称「みゅじろく」。
なお、InterFM897で日本人がメインDJを務める朝のワイド番組が放送されるのは、2012年4月 - 2013年4月に放送されていた『CATCH UP!』（DJは柳井麻希）以来、およそ8年ぶりとなる。
自社制作番組で有りながら、番組内ではステーション名をジングル含めて『InterFM』と統一して呼んでいる。同時期にスタートした『Otona no Radio Alexandria』でも番組開始当初は同様の対応だったが、後に2021年9月頃から一部ジングルのみ『InterFM897』と呼んでいる音源に差し替えられた。
当初は『MUSIClock』のタイトルだったが、のちにスポンサー名を取り入れた『MUSIClock with THE FIRST TIMES』をタイトルとした。
2023年4月からは当生放送を維持しながら、30分に再編集した『みゅ～じっくろっく』を開始し、こちらはJFNC系列局へも配給。略称は同じ「みゅじろく」である。
2024年9月末をもって帯番組の生放送は放送終了し、同年10月については『みゅ～じっくろっく』のみ収録放送にて継続された。1か月後の11月1日より金曜日のみの放送で『MUSIClock+』というタイトルとなり放送が再開された。略称は「みゅじぷら」である。『MUSIClock+』は2025年6月27日の放送回をもって終了した。

## 放送時間

### MUSIClock（MUSIClock with THE FIRST TIMES）
- 毎週月曜 - 木曜 7:30 - 8:50（2021年4月1日 - 6月30日[4]）
- 毎週月曜 - 木曜 7:30 - 8:55（2021年7月1日 - 2022年3月31日[5]）
- 毎週月曜 - 木曜 7:00 - 8:55（2022年4月4日 - 2023年3月31日[6]）
- 毎週月曜 - 木曜 7:00 - 8:50（2023年4月3日[7] - 2024年9月30日）

### MUSIClock+
- 毎週金曜 7:00 - 8:50（2024年11月1日 - 2025年6月27日）

## 出演者

### 番組終了時点での出演者
- 山崎あみ（メインパーソナリティ[注釈 1]、2021年4月5日 - 2025年6月27日）
- SMA芸人
  - アキラ100%、SAKURAI、マツモトクラブ、松本りんす、ちぇく田、もじゃ

### 過去
- 平井麗奈（メインパーソナリティ、2021年4月1日 - 2022年3月31日）
- 野田ちゃん（SMA芸人、MUSIClock時代まで）

占いコーナー
- Love Me Do（2021年4月1日 - 29日）

最新音楽エンタメNews
- GUEST MUSIC BROADCASTER
  - 橘 柊生（DISH//、月曜担当、2021年4月5日 - 26日）
  - 秋山黄色（火曜担当、2021年4月6日 - 27日）
  - 緑黄色社会（水曜担当[注釈 2]、2021年4月7日 - 28日）
  - 天城サリー（22/7、木曜担当、2021年4月8日 - 29日）
  - 斎藤宏介（UNISON SQUARE GARDEN、月曜担当、2021年5月3日 - 24日）
  -  CHiCO（CHiCO with HoneyWorks、火曜担当、2021年5月4日 - 25日）
  - Who-ya Extended（水曜担当、2021年5月5日 - 26日）
  - 野口衣織（=LOVE、木曜担当、2021年5月6日 - 27日）
  - 谷中敦（東京スカパラダイスオーケストラ、月曜担当、2021年5月31日 - 6月28日）
  - 石崎ひゅーい（火曜担当、2021年6月1日 - 29日）
  - ASCA（水曜担当、2021年6月2日 - 30日）
  - 乃木坂46（木曜担当、2021年6月3日 - 7月1日）
  - 宮本笑里（月曜担当、2021年7月5日 - 26日）
  - 田邊駿一（BLUE ENCOUNT、火曜担当、2021年7月6日 - 27日）
  - 犬も食わねぇよ。（水曜担当、2021年7月7日 - 28日）
  - 真山りか（私立恵比寿中学、木曜担当、2021年7月8日 - 29日）
  - 遥海（月曜担当、2021年9月6日 - 27日）
  - 尾崎裕哉（火曜担当、2021年9月7日 - 28日）
  - 日向ハル（フィロソフィーのダンス、水曜担当、2021年9月8日 - 29日）
  - マハラージャン（木曜担当、2021年9月9日 - 30日）

## タイムテーブル
2022年10月時点。
- 7:00 - オープニング
- 7:05 - Weather Info.
- 7:15 - THE FIRST TIMES NEWS
- 8:00 - Today's Guest
- 8:05 - THE FIRST TIMES NEWS
- 8:55 - エンディング

## コーナー
- Weather Info.
- THE FIRST TIMES NEWS
- Today's Guest
- Lucky Music ～今日の運勢を音楽で占います～
- Checkout Global Hit's
- Music Horoscope 〜今日の星模様を音楽で占います〜
- Today's Morning K-POP
- 最新音楽エンタメNews

などのコーナーが存在していた。